# Niedogon
Niedogon (niedogony, pogony, fuzel, olej fuzlowy; niem. fusel) – produkt uboczny fermentacji alkoholowej, zbierany w końcowych etapach destylacji zacieru podczas produkcji spirytusu surowego. Jest to mieszanina szkodliwych produktów ubocznych fermentacji, takich jak alkohol pentylowy, izobutylowy, propylowy oraz z estrów niższych kwasów tłuszczowych. Powstawaniu fuzli sprzyjają źle dobrane warunki fermentacji (wysoka temperatura, niskie pH, niedobór azotu). Ma przykry zapach oraz smak. Występuje w samogonie i spirytusie surowym. Niewielkie ilości niedogonów i przedgonów (frakcji lżejszych od alkoholu etylowego) występują także w szlachetnych napojach alkoholowych produkowanych tradycyjnymi metodami destylacji – brandy, koniak, grappa, whisky. W trakcie leżakowania i dojrzewania ulegają korzystnym przemianom wpływającym na charakterystyczny smak trunków. Zazwyczaj w spirytusie surowym występuje koło 0,4% niedogonu. Usuwany jest na drodze rektyfikacji.